# Joachim Hoffmann (SS-Mitglied)

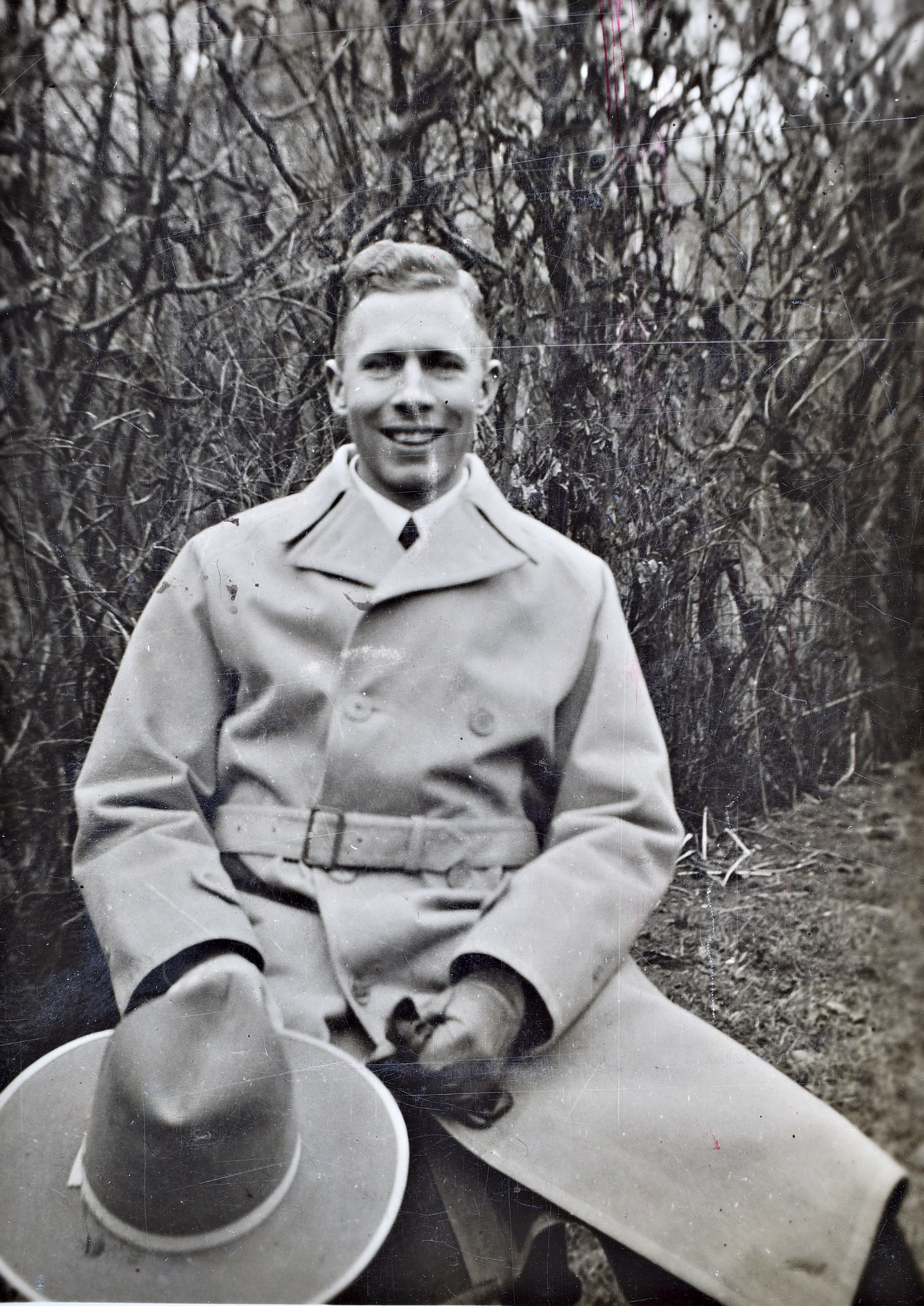
Joachim Hoffmann während seiner Zeit als politischer Flüchtling in Mittelamerika (1931)

Joachim Theodor Adolf „Jochen“ Hoffmann (* 28. Mai 1905 in Stettin; † 30. Juni 1934 in Berlin-Lichterfelde) war ein deutscher SS-Führer und Gestapo-Mitarbeiter. Er wurde vor allem als Kommandant des Konzentrationslagers Stettin-Bredow (1933–34) und als einer der Getöteten des sogenannten Röhm-Putsches bekannt.

## Leben und Wirken
Hoffmann schloss sich während des Besuchs der höheren Schule in Breslau 1919 der Marine-Brigade Ehrhardt an. Ab 1924 studierte er an den Universitäten Tübingen und Greifswald Rechtswissenschaften. In den Semesterferien arbeitete Hoffmann als Reiter beim Zirkus und als Warenhausportier. Außerdem war er Mitinhaber einer kunstgewerblichen Werkstatt in Berlin. Er schloss sein Studium 1930 mit der Promotion zum Dr. jur. ab und trat zum 1. Juli 1930 der NSDAP bei (Mitgliedsnummer 273.557).
1931 trat Hoffmann zum ersten Mal für die NSDAP als Gauredner auf. Bald darauf musste er wegen „Umtrieben gegen die Republik“ aus Deutschland fliehen. Als Tellerwäscher und Steward auf einem Schiff schlug er sich bis nach Mittelamerika durch. Dort betätigte er sich als Händler in Honduras, als Fleischtransporteur in Guatemala, als Treckerfahrer auf einer Zuckerrohrplantage und als Aufseher auf einer Kaffeeplantage.
1932 kehrte er nach Deutschland zurück, setzte seine Agitation für die NSDAP fort und trat in die Schutzstaffel (SS) ein. Seinen Lebensunterhalt verdiente er nun als Syndikus einer Berliner Fleischgroßhandlung und als Funktionär beim Stab der SS-Gruppe Ost in Berlin. Nach der „Machtergreifung“ im Frühjahr 1933 wurde Hoffmann in den Polizeidienst übernommen. Im selben Jahr wurde er im Rang eines SS-Sturmbannführers nach Stettin zur dortigen Gestapostelle kommandiert, wo er „Schutzhaftangelegenheiten“ zu bearbeiten hatte. Zeitweise übernahm er die Leitung der Gestapo in Stettin.
Unter Hoffmanns Ägide entstand auf dem Abbruchgelände der Stettiner Vulkan-Werft in Bredow das „wilde“ KZ Bredow. Als De-facto-Kommandant des Lagers ließ er die KZ-Häftlinge in seiner Obhut auf grausame Weise foltern und misshandeln („vulkanisieren“). Hoffmann entließ gegen hohe Bezahlungen Häftlinge in die Freiheit. Das Geld wurde zu „Gehaltsaufbesserungen“ seiner Untergebenen verwendet.
Ende März 1934 wurden Hoffmann und einige andere im KZ Stettin-Bredow tätige Kriminalbeamte verhaftet und wegen Gefangenenmisshandlung angeklagt. Die Strafkammer des Landgerichts in Stettin verurteilte Hoffmann am 6. April 1934 („Bredow-Prozess“) zu einer dreizehnjährigen Zuchthausstrafe unter Verwirkung der bürgerlichen Ehrenrechte auf fünf Jahre.
Nach seiner Verurteilung ging Hoffmann in Berufung und wurde bis auf weiteres zur Verwahrung ins Gefängnis Berlin-Moabit gebracht. Am 26. Juni 1934 wurde fälschlich behauptet, er und seine Mitverurteilten seien vorzeitig aus der Haft entlassen worden.
Am 30. Juni 1934 wurden Hoffmann sowie seine ehemaligen Untergebenen, die SS-Männer Gustav Fink und Fritz Pleines, auf Befehl von Heinrich Himmler aus dem Gefängnis beziehungsweise Zuchthaus geholt und ins Geheime Staatspolizeiamt in Berlin gebracht. Von dort wurden sie am frühen Abend desselben Tages in die Kadettenanstalt Lichterfelde überführt. Dort wurden sie auf einem abgesonderten Hof der Kaserne nacheinander von Angehörigen der Leibstandarte SS Adolf Hitler erschossen. Die Exekutionen erfolgten im Zuge der Röhm-Affäre, der großen innenpolitischen Säuberungsaktion der NS-Regierung vom Frühsommer 1934, die sich hauptsächlich gegen die Sturmabteilung (SA) richtete. Himmler hatte die drei SS-Männer, die ihm wegen des Skandals um das KZ Bredow negativ aufgefallen waren, persönlich zur Exekution ausgewählt, um dem Eindruck einer einseitigen Aktion gegen die SA entgegenzuwirken. Hoffmann, Fink und Pleines waren außer Othmar Toifl und Anton von Hohberg und Buchwald die fünf einzigen SS-Angehörigen die im Zuge der Säuberungsaktion umgebracht wurden, während aus den Reihen der SA mehr als fünfzig SA-Angehörige füsiliert wurden. Die Tötung von Fink, Hoffmann und Pleines wurde offiziell mit den von ihnen begangenen „Gefangenenmisshandlung“ gerechtfertigt. Hitler rechtfertigte die Erschießung von Hoffmann und seinen Assistenten in seiner Reichstagsrede vom 13. Juli 1934 kurz mit den Worten: "Endlich wurden noch erschossen drei SS-Angehörige, die sich eine schändliche Misshandlung gegenüber Schutzhäftlingen zu schulden kommen ließen."
Der Leiter der Abteilung Zentralstaatsanwaltschaften im Preußischen Staatsministerium Werner von Haacke, der 1934 an der Verhaftung Hoffmanns beteiligt war, beschrieb diesen später als einen fanatischen, sadistischen Intellektuellen mit einer Gefühlskälte, wie sie ihm niemals zuvor begegnet sei.
Hoffmanns Witwe Gisela und die gemeinsame Tochter erhielten bis zum 31. Mai 1936 eine monatliche Rente von der Reichsführung SS in Höhe von 350 RM. Nach der Wiederverheiratung von Hoffmanns Frau erhielt die Tochter bis 1945 eine Rente vom Reichsinnenministerium.

## Schriften
- Die Strafbarkeit des Betruges zur Erlangung von strafbar erlangten Sachen und im Rahmen sitten- oder rechtswidriger Verträge, Greifswald 1930. (Dissertation; unter dem Namen Jochen Hoffmann veröffentlicht)